# ملا ابراهیم (سربیشه)
ملا ابراهیم یک روستا در ایران است که در دهستان نهارجان شهرستان سربیشه واقع شده‌است. ملا ابراهیم ۱۲ نفر جمعیت دارد.